# Habropoda morrisoni
Habropoda morrisoni är en biart som först beskrevs av Cresson 1878.  Habropoda morrisoni ingår i släktet Habropoda och familjen långtungebin. Inga underarter finns listade i Catalogue of Life.